# Eva Franchell
Eva Maria Bengtsdotter Franchell, född 6 januari 1952, är en svensk journalist, författare och före detta socialdemokratisk pressekreterare. Franchell var väninna till Anna Lindh och bevittnade mordet på henne 2003. 
Eva Franchell är ledarskribent på Aftonbladet, där hon tidigare har varit reporter.

## Biografi
Franchell har arbetat på Norrtelje Tidning.
Franchell har undervisat i samhällsjournalistik på Stockholms universitet. Därefter var hon pressekreterare åt Anna Lindh från och med regeringsskiftet 1994 till och med våren 2000. Franchell blev då presschef för TV4. Senare blev hon återigen socialdemokratisk pressekreterare på Regeringskansliet, denna gång åt Berit Andnor.
I januari 2009 utkom Franchell med boken Väninnan, som handlar om bland annat Egyptenavvisningarna, vilket ledde till en stor debatt i svenska medier.